# Type 98 20 mm AA Half-Track
Le Type 98 20 mm AA half-Track Ko-Hi était un canon anti-aérien expérimental autopropulsé japonais. Il avait un seul canon de 20 mm Type 98 AA monté à l'arrière d'un Type 98, half-track de 4 tonnes.  La production du Type 98 Ko-Hi a commencé en 1938 par Isuzu.
Le Type 98 4-tonnes était « à grande vitesse », le premier véhicule de transport de matériel, capable d'aller à 40 km/h une fois chargé. La moyenne de temps de transport était de 10 heures pour 200 km. Il avait un moteur diesel et était manœuvré par un équipage de 15 hommes. Le Type 98 20 mm AA autocanon était le canon anti-aérien léger le plus commun de l'Armée Impériale Japonaise. Il avait une portée de 5 500 mètres, 3 500 mètres d'altitude et pouvait tirer jusqu'à 300 obus par minute.